# USS SC-498
Le USS SC-498 était un chasseur de sous-marin de classe SC-497 de l'US Navy construit durant la Seconde Guerre mondiale.

## Histoire
Il a été lancé du chantier naval Westergard Boat Works de Rockport au Texas comme USS PC-498. Puis il a été reclassé en USS SC-498.
Il a été transféré aux FNFL (Forces navales françaises libres) le 18 mars 1944 dans le cadre du programme Prêt-Bail avec le numéro de coque CH-142. Reclassé un peu plus tard en tant que P-696, son sort exact est inconnu.